# Championnat de Suède de rugby à XV 2022
Navigation
Championnat 2021 Championnat 2023
Le Championnat de Suède de rugby à XV 2022 également appelé Super Allsvenskan 2022, oppose les quatre meilleures équipes suédoises de rugby à XV. Il débute le 21 mai 2022 pour s'achever le 15 octobre 2022. 

## Les clubs de l'édition 2022
| Enköping Stockholm Troján Pingvin |

| Équipe               | Stade                                    | Capacité | Ville      |
| -------------------- | ---------------------------------------- | -------- | ---------- |
| Enköping RK          | Bergvreten-Fanna-Korsängen Rugby Stadium | 1 000    | Enköping   |
| Stockholm Exiles RFC | Årsta Sportfält                          | 0        | Stockholm  |
| NRK Troján           | NRK Trojan Rugby Stadium                 | 0        | Norrköping |
| Pingvin RC           | Trelleborg Rugby Arena                   | 500      | Trelleborg |

## Format de la compétition
Les équipes sont réparties en une poule, et s'affronte en format double aller-retour. Le champion est le vainqueur de la poule.

## Classement
| Rang | Club                     | J  | V | N | D  | Pm  | Pe  | Diff | Pts |
| ---- | ------------------------ | -- | - | - | -- | --- | --- | ---- | --- |
| 1    | Pingvin RC               | 12 | 9 | 0 | 3  | 294 | 216 | +78  | 42  |
| 2    | Stockholm Exiles RFC (T) | 12 | 8 | 0 | 4  | 312 | 214 | +98  | 38  |
| 3    | Enköping RK              | 12 | 7 | 0 | 5  | 337 | 181 | +156 | 36  |
| 4    | NRK Troján               | 12 | 0 | 0 | 12 | 150 | 482 | -332 | 3   |

|  | Chamoion (no 1).         |
|  | T : tenant du titre 2021 |

### Résultats
L'équipe qui reçoit est indiquée dans la colonne de gauche.	
| Clubs                | ENK (1) | ENK (2) | PIN (1) | PIN (2) | STO (1) | STO (2) | TRO (1) | TRO (2) |
| -------------------- | ------- | ------- | ------- | ------- | ------- | ------- | ------- | ------- |
| Enköping RK          |         |         | 31-7    | 33-24   | 24-14   | 12-18   | 26-0    | 56-12   |
| Pingvin RC           | 36-25   | 10-9    |         |         | 24-26   | 18-12   | 47-20   | 50-3    |
| Stockholm Exiles RFC | 21-20   | 17-15   | 17-20   | 11-17   |         |         | 73-36   | 50-0    |
| NRK Troján           | 22-36   | 0-50    | 21-29   | 8-12    | 21-25   | 7-28    |         |         |

|  | Victoire à domicile |  | Match nul |  | Défaite à domicile |